# Ansu Fati
Ansu Fati, all'anagrafe Anssumane Fati Vieira (Bissau, 31 ottobre 2002), è un calciatore guineense naturalizzato spagnolo, attaccante del Monaco, in prestito dal Barcellona. Con la nazionale spagnola ha vinto la UEFA Nations League 2022-2023.
Cresciuto nel Barcellona, ha vinto una Coppa di Spagna (2020-2021), una Supercoppa spagnola (2023) e un campionato spagnolo (2022-2023).

## Biografia
Nato a Bissau, si trasferisce ad Herrera con la propria famiglia all'età di sei anni. Il padre Bori Fati è un ex calciatore, mentre i fratelli Braima (1998) e Miguel (2012) sono anch'essi calciatori.

## Caratteristiche tecniche
Gioca principalmente nel ruolo di ala, capace di agire su entrambe le fasce pur prediligendo la sinistra. Destro naturale, molto abile nel dribbling, è un ottimo assist-man e ha notevoli capacità balistiche, che gli consentono di cercare con efficacia la conclusione personale.

## Carriera

### Club

#### Barcellona
Dopo aver militato nel settore giovanile del Siviglia per due stagioni, nel 2012 entra a far parte del vivaio del Barcellona. Il 23 marzo 2019 riceve la prima convocazione nel Barcellona B, militante nella Segunda División B, per la partita contro l'Ebro, rimanendo però in panchina. Il 24 luglio successivo firma invece il suo primo contratto da professionista, valido fino al 2022.

##### 2019-2021
Il 25 agosto dello stesso anno debutta fra i professionisti disputando l'incontro di massima serie vinto per 5-2 contro il Betis. Tale presenza lo rende, all'età di 16 anni e 298 giorni, il secondo più giovane calciatore del Barcellona ad esordire in prima squadra. Nella giornata seguente trova la prima rete in carriera, in occasione della sfida pareggiata per 2-2 contro l'Osasuna, divenendo così il più giovane marcatore del club. Il 14 settembre diventa il giocatore più giovane nella storia della Primera División a segnare e fornire un assist nella stessa partita, all'età di 16 anni e 318 giorni, segnando al secondo minuto e fornendo l'assist per il gol di Frenkie de Jong al settimo minuto della partita vinta per 5-2 in casa contro il Valencia. In virtù delle ottime prestazioni offerte, il 4 dicembre rinnova il contratto fino al 2024, con una clausola rescissoria di 400 milioni di euro. Il 10 dicembre, nella partita vinta in casa dell'Inter, mette a segno il gol del definitivo 2-1 pochi minuti dopo essere subentrato, divenendo in tal modo il più giovane calciatore a segnare in UEFA Champions League, all'età di 17 anni e 40 giorni. Il 18 dicembre gioca il suo primo Clásico e stabilisce un altro record di precocità, divenendo il giocatore più giovane ad averlo disputato. Il 2 febbraio 2020, grazie alle due reti segnate contro il Levante, diventa il più giovane a mettere a segno una doppietta nella massima serie spagnola.
Confermato in prima squadra dall'allenatore Ronald Koeman, inizia l'annata 2020-2021 realizzando due gol ed un assist nella prima giornata di campionato vinta 4-0 contro il Villarreal. Il 20 ottobre diventa il primo minorenne a realizzare più di una rete in UEFA Champions League, in occasione del successo per 5-1 sul Ferencváros. Quattro giorni dopo diventa il giocatore più giovane a segnare ai danni del Real Madrid (conclusosi però sul risultato di 1-3 per i Galacticos). Il 7 novembre seguente si infortuna nel match contro il Betis; gli esami diagnosticano una lacerazione al menisco del ginocchio sinistro, che lo costringe a rimanere lontano dai campi per l'intera stagione.

##### 2021-2023
Nella stagione 2021-2022 eredita la maglia numero 10 appartenuta in precedenza a Lionel Messi, gesto che conferma la fiducia riposta nel suo potenziale. Il 26 settembre 2021, di ritorno da un calvario durato quasi un anno, mette a segno la rete che sancisce la vittoria blaugrana sul Levante per 3-0. Il 17 ottobre seguente realizza una rete e un assist nella partita vinta 3-1 contro il Valencia, ripetendosi poi anche nel pareggio con il Celta Vigo (3-3). Il 20 novembre, in occasione dell'incontro giocato con il Betis, rimedia un infortunio alla coscia sinistra che lo costringe ad assentarsi fino al match di Coppa del Re giocato il 20 gennaio 2022 e perso contro l'Athletic Bilbao (3-2 d.t.s.); in tale occasione, al 96º minuto, subisce un nuovo infortunio alla suddetta coscia, con tempi di recupero stimati in tre mesi. Torna in campo il 1º maggio, in occasione della 34ª giornata di campionato, giocando l'ultimo quarto d'ora della partita vinta contro il Maiorca (3-1). Sei giorni dopo apre le marcature del vittorioso incontro giocato in casa del Betis (1-2).

#### Brighton
Il 1º settembre 2023 viene ceduto in prestito per una stagione al Brighton, tornando poi in blaugrana al termine del prestito.
Barcellona e Monaco
Nella stagione 2024-2025 ritorna ai blaugrana con i quali colleziona appena 11 presenze totali, pur fregiandosi della vittoria di Liga, Supercoppa e Coppa di Spagna.
Il 1° luglio 2025 viene annunciato il suo passaggio in prestito annuale ai francesi del Monaco.

### Nazionale

#### Nazionali giovanili
Nell'ottobre 2019, grazie al cambio di nazionalità da guineense a spagnolo, viene convocato dalla nazionale under 21 spagnola in sostituzione del compagno di squadra al Barcellona Carles Pérez. Ha esordito nell'Under-21 all'età di 16 anni e 349 giorni (record), nella partita vinta per 2-0 in trasferta contro il Montenegro valida per la qualificazione al campionato europeo del 2021, entrando in campo all'80º al posto di Marc Cucurella.

#### Nazionale maggiore
Il 21 agosto 2020, riceve la prima convocazione in nazionale maggiore, da parte di Luis Enrique. Il 3 settembre 2020, debutta subentrando a partita in corso, nel pareggio contro la Germania, nella quale stabilisce due record, diventando l'800º giocatore a debuttare con la nazionale maggiore spagnola ed il secondo più giovane di tutti i tempi all'età di 17 anni e 308 giorni. Tre giorni più tardi, alla seconda presenza in assoluto, sigla la prima rete con le furie rosse nell'ampia vittoria contro l'Ucraina, infrangendo il record del più giovane di tutti i tempi a segnare in nazionale maggiore a 17 anni e 311 giorni, battendo il precedente record di Juan Errazquin risalente al 1925. Il record è stato battuto il 9 luglio 2024 da Lamine Yamal agli Europei 2024 contro la Francia.

## Statistiche

### Presenze e reti nei club
Statistiche aggiornate al 3 maggio 2025.
| Stagione          | Squadra           | Campionato        | Campionato | Campionato | Coppe nazionali | Coppe nazionali | Coppe nazionali | Coppe continentali | Coppe continentali | Coppe continentali | Altre coppe | Altre coppe | Altre coppe | Totale | Totale | Totale |
| Stagione          | Squadra           | Comp              | Pres       | Reti       | Comp            | Pres            | Reti            | Comp               | Pres               | Reti               | Comp        | Pres        | Reti        | Pres   | Reti   |        |
| ----------------- | ----------------- | ----------------- | ---------- | ---------- | --------------- | --------------- | --------------- | ------------------ | ------------------ | ------------------ | ----------- | ----------- | ----------- | ------ | ------ | ------ |
| 2019-2020         | Barcellona        | PD                | 24         | 7          | CR              | 3               | 0               | UCL                | 5                  | 1                  | SS          | 1           | 0           | 33     | 8      |        |
| 2020-2021         | Barcellona        | PD                | 7          | 4          | CR              | 0               | 0               | UCL                | 3                  | 1                  | SS          | 0           | 0           | 10     | 5      |        |
| 2021-2022         | Barcellona        | PD                | 10         | 4          | CR              | 1               | 0               | UCL+UEL            | 3+0                | 1                  | SS          | 1           | 1           | 15     | 6      |        |
| 2022-2023         | Barcellona        | PD                | 36         | 7          | CR              | 5               | 2               | UCL+UEL            | 6+2                | 0                  | SS          | 2           | 1           | 51     | 10     |        |
| ago. 2023         | Barcellona        | PD                | 3          | 0          | CR              | -               | -               | UCL                | -                  | -                  | -           | -           | -           | 3      | 0      |        |
| 2023-2024         | Brighton          | PL                | 19         | 2          | FACup+CdL       | 1+1             | 0               | UEL                | 6                  | 2                  | -           | -           | -           | 27     | 4      |        |
| 2024-2025         | Barcellona        | PD                | 6          | 0          | CR              | 1               | 0               | UCL                | 4                  | 0                  | SS          | 0           | 0           | 11     | 0      |        |
| Totale Barcellona | Totale Barcellona | Totale Barcellona | 86         | 22         |                 | 10              | 2               |                    | 23                 | 3                  |             | 4           | 2           | 123    | 29     |        |
| 2025-2026         | Monaco            | L1                | 0          | 0          | CF              | 0               | 0               | UCL                | 0                  | 0                  | -           | -           | -           | 0      | 0      |        |
| Totale carriera   | Totale carriera   | Totale carriera   | 105        | 24         |                 | 12              | 2               |                    | 29                 | 5                  |             | 4           | 2           | 150    | 33     |        |

### Cronologia presenze e reti in nazionale
| Cronologia completa delle presenze e delle reti in nazionale ― Spagna | Cronologia completa delle presenze e delle reti in nazionale ― Spagna | Cronologia completa delle presenze e delle reti in nazionale ― Spagna | Cronologia completa delle presenze e delle reti in nazionale ― Spagna | Cronologia completa delle presenze e delle reti in nazionale ― Spagna | Cronologia completa delle presenze e delle reti in nazionale ― Spagna | Cronologia completa delle presenze e delle reti in nazionale ― Spagna | Cronologia completa delle presenze e delle reti in nazionale ― Spagna |
| Data                                                                  | Città                                                                 | In casa                                                               | Risultato                                                             | Ospiti                                                                | Competizione                                                          | Reti                                                                  | Note                                                                  |
| --------------------------------------------------------------------- | --------------------------------------------------------------------- | --------------------------------------------------------------------- | --------------------------------------------------------------------- | --------------------------------------------------------------------- | --------------------------------------------------------------------- | --------------------------------------------------------------------- | --------------------------------------------------------------------- |
| 3-9-2020                                                              | Stoccarda                                                             | Germania                                                              | 1 – 1                                                                 | Spagna                                                                | UEFA Nations League 2020-2021 - 1º turno                              | -                                                                     | 46’                                                                   |
| 6-9-2020                                                              | Madrid                                                                | Spagna                                                                | 4 – 0                                                                 | Ucraina                                                               | UEFA Nations League 2020-2021 - 1º turno                              | 1                                                                     |                                                                       |
| 10-10-2020                                                            | Madrid                                                                | Spagna                                                                | 1 – 0                                                                 | Svizzera                                                              | UEFA Nations League 2020-2021 - 1º turno                              | -                                                                     | 57’                                                                   |
| 13-10-2020                                                            | Kiev                                                                  | Ucraina                                                               | 1 – 0                                                                 | Spagna                                                                | UEFA Nations League 2020-2021 - 1º turno                              | -                                                                     | 58’                                                                   |
| 17-11-2022                                                            | Amman                                                                 | Giordania                                                             | 1 – 3                                                                 | Spagna                                                                | Amichevole                                                            | 1                                                                     | 72’                                                                   |
| 1-12-2022                                                             | Al Rayyan                                                             | Giappone                                                              | 2 – 1                                                                 | Spagna                                                                | Mondiali 2022 - 1º turno                                              | -                                                                     | 68’                                                                   |
| 6-12-2022                                                             | Al Rayyan                                                             | Marocco                                                               | 0 – 0 dts (3 – 0 dtr)                                                 | Spagna                                                                | Mondiali 2022 - Ottavi di finale                                      | -                                                                     | 98’                                                                   |
| 15-6-2023                                                             | Enschede                                                              | Spagna                                                                | 2 – 1                                                                 | Italia                                                                | UEFA Nations League 2022-2023 - Semifinale                            | -                                                                     | 74’                                                                   |
| 18-6-2023                                                             | Rotterdam                                                             | Croazia                                                               | 0 – 0 dts (4 – 5 dtr)                                                 | Spagna                                                                | UEFA Nations League 2022-2023 - Finale                                | -                                                                     | 66’                                                                   |
| 15-10-2023                                                            | Oslo                                                                  | Norvegia                                                              | 0 – 1                                                                 | Spagna                                                                | Qual. Euro 2024                                                       | -                                                                     | 46’                                                                   |
| Totale                                                                |                                                                       | Presenze                                                              | 10                                                                    |                                                                       | Reti                                                                  | 2                                                                     |                                                                       |

| Cronologia completa delle presenze e delle reti in nazionale ― Spagna under 21 | Cronologia completa delle presenze e delle reti in nazionale ― Spagna under 21 | Cronologia completa delle presenze e delle reti in nazionale ― Spagna under 21 | Cronologia completa delle presenze e delle reti in nazionale ― Spagna under 21 | Cronologia completa delle presenze e delle reti in nazionale ― Spagna under 21 | Cronologia completa delle presenze e delle reti in nazionale ― Spagna under 21 | Cronologia completa delle presenze e delle reti in nazionale ― Spagna under 21 | Cronologia completa delle presenze e delle reti in nazionale ― Spagna under 21 |
| Data                                                                           | Città                                                                          | In casa                                                                        | Risultato                                                                      | Ospiti                                                                         | Competizione                                                                   | Reti                                                                           | Note                                                                           |
| ------------------------------------------------------------------------------ | ------------------------------------------------------------------------------ | ------------------------------------------------------------------------------ | ------------------------------------------------------------------------------ | ------------------------------------------------------------------------------ | ------------------------------------------------------------------------------ | ------------------------------------------------------------------------------ | ------------------------------------------------------------------------------ |
| 15-10-2019                                                                     | Podgorica                                                                      | Montenegro under 21                                                            | 0 – 2                                                                          | Spagna under 21                                                                | Qual. Europeo Under-21 2021                                                    | -                                                                              | 80’                                                                            |
| 14-11-2019                                                                     | Alcorcón                                                                       | Spagna under 21                                                                | 3 – 0                                                                          | Macedonia del Nord under 21                                                    | Qual. Europeo Under-21 2021                                                    | -                                                                              | 46’                                                                            |
| Totale                                                                         |                                                                                | Presenze                                                                       | 2                                                                              |                                                                                | Reti                                                                           | 0                                                                              |                                                                                |

### Record

#### Barcellona
- Giocatore più giovane ad aver segnato in UEFA Champions League (17 anni e 40 giorni).[45]

## Palmarès

### Club
- Coppa di Spagna: 2

Barcellona: 2020-2021, 2024-2025
- Supercoppa di Spagna: 2

Barcellona: 2023, 2025
- Campionato spagnolo: 2

Barcellona: 2022-2023, 2024-2025

### Nazionale
- UEFA Nations League: 1

2022-2023